# Galaxie Sport
Galaxie Sport – były czeski kanał telewizyjny o tematyce sportowej. Działał od 1 marca 2002 roku do 4 października 2008 roku. Był nadawany w Czechach oraz na Słowacji. Na kanale można było obejrzeć m.in. transmisje Bundesligi, Premier League, Serie A, NHL i wielu innych wydarzeń sportowych. 4 października 2008 roku został przekształcony w kanał Nova Sport.